# アタマウスの遺言
『アタマウスの遺言』（アタマウスのゆいごん　原題：英: The Testament of Athammaus）は、アメリカ合衆国の小説家クラーク・アシュトン・スミスによる短編ホラー小説。
ヒューペルボリア作品でありクトゥルフ神話の1つ。

## 概要

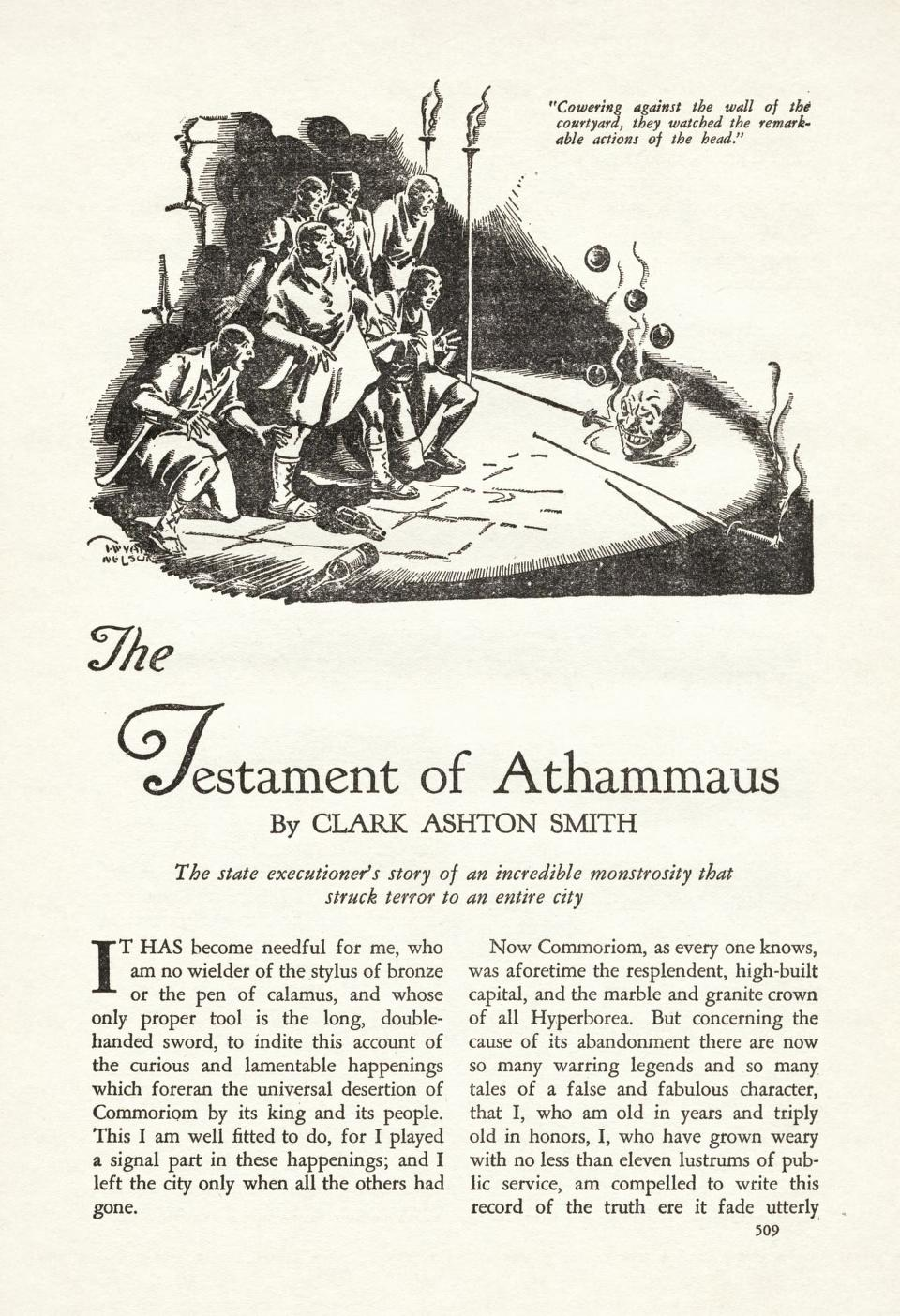
WT1932年10月号掲載時のタイトルページ。挿絵はT. Wyatt Nelsonによる。

初出は『ウィアード・テイルズ』1932年10月号に掲載された。書かれた時点ではスミス独自の神話的作品であり、後からクトゥルフ神話大系に組み込まれたものである。ヒューペルボリアを舞台とし、邪神ツァトゥグァを題材とする。
過去作『サタムプラ・ゼイロスの物語』で言及された廃都コモリオムが首都であった時代を舞台とし、事件の当事者アタマウスの手記を通じてコモリオムの衰退の真相を描く。
東雅夫は「<ツァトゥグァ物語>群の一編。邪神の血をひくものの醜悪怪異な生態を、スミス一流の熱っぽい筆致で活写した力作である。ヒューペルボリア大陸の地理を把握するうえでも有益な情報が含まれている」と解説している。

## あらすじ
ヒューペルボリアの首都コモリオムの郊外で、ヴーアミ族の凶賊クニガティン・ザウムらによる凶悪事件が横行する。邪神の血を引くと噂されているザウムを、コモリオムの司法警察は必死の捜索の末に捕らえる。ザウムは即座に死刑が宣告され、処刑人アタマウスはザウムの首を切り落とす。しかし翌朝、ザウムは墓から蘇って首都に現れ、通行人を捕らえて貪り喰らう。2度目の斬首刑の後には、棺は密封され重石で蓋がなされる。それでもザウムは身体が変貌した状態で蘇り、今度は裁判官の1人を食い殺す。
3度目の斬首刑の後、ザウムの首と胴は別々の青銅棺に納められ、溶接で封がなされた後、別の場所に埋葬され、さらに兵士たちが一晩監視していた。それでも、ザウムの首と胴体は見張り達の前で棺から抜け出す。
翌朝、異形と化したザウムは、アタマウスらの目の前で通行人の血を啜る。彼らの攻撃も効かず、ザウムは勝利の雄叫びをあげる。降参した人々は不死身の怪物に恐れをなし、王国は首都を放棄する。
数十年後、新首都ウズルダオルムにて、アタマウスはコモリオム放棄の真相を記す。やがて王国は衰退し、後に氷河期に滅亡する。

## 主な登場人物
アタマウス
首都コモリオム、ロクアメトロス王の死刑執行人。処刑人達の中で最も優れた技量を持つ。
クニガティン・ザウム
ヒューペルボリアを荒らしまわる略奪者。ツァトゥグァを崇拝するヴーアミ族と、ツァトゥグァの血筋の娘・スファトリクルルプの子。
毛深いヴーアミ族とは異なり、全身に体毛が全くない。黒と黄の斑紋がある。身体は軟体的な柔軟さをもち、体内には背骨が存在しない。首を切り落としても赤い血が流れず、悪臭ある黒い滲出液が少し流れたのみ。
斬首刑に処されて蘇る度に姿が変わっており、最初の斬首刑の後は首が短くなった状態でよみがえった。2度目の斬首刑の後によみがえった際は斑紋が増え、頭部はほとんど首無しで結合し、顔面のパーツが移動している。そして3度目の斬首刑の後によみがえった際は完全な異形と化しており、足が変化した吸血管で通行人の血を吸っていた。
血筋には異説があり、作中でも母方の血統がツァトゥグァが宇宙から連れて来た不定形の黒い怪物という説があるほか、スミスは書簡にて、何度殺されてもよりおぞましい姿で蘇る性質について（ツァトゥグァのさらに先祖たる）アザトースから受け継いだものと説明している。

## 収録
- 『クトゥルー5』青心社、大瀧啓裕訳「アタマウスの遺言」
- 『イルーニュの巨人』創元推理文庫、井辻朱美訳「アタマウスの遺言」
- 『ヒュペルボレオス極北神怪譚』創元推理文庫、大瀧啓裕訳「アタムマウスの遺書」

## 関連作品
- サタムプラ・ゼイロスの物語 - スミスによるクトゥルフ神話作品。本作の数百年後の、廃都となったコモリオムを舞台とする。
- ダニッチの怪 - ラヴクラフトによるクトゥルフ神話作品。ヨグ＝ソトースと人間の混血児が登場する。